# Габдиев, Шагаргази Шагибалович
Шагаргази Шагибалович Габдиев (баш. Шәһәрғази Шаһыбал улы Ғәбдиев; 9 декабря 1898, Иткулово 2-е, Оренбургская губерния — 5 июля 1979, Иткулово 2-е, Башкирская АССР) — башкирский поэт-импровизатор, сэсэн.

## Биография
Родился 9 декабря 1898 года в деревне Второе Иткулово Орского уезда Оренбургской губернии.
Получил образование в Муллакаевском медресе. Владел тюрки, арабскими и персидскими языками. Работал учителем в родной деревне.
Принимал участие в Первой мировой и Гражданской войнах. Участник Башкирского национального движения.
Репрессирован как «башкирский националист». Арестован 21 ноября 1929 года, приговорён к лишению свободы на 10 лет по статьям 58-2, 58-8, 58-10, 58-11. Был реабилитирован в августе 1968 года.
Участвовал в Советско-финляндской войне в 1939—1940 гг. и в Великой Отечественной войне.

## Творческая деятельность
Под влиянием творчества Акмуллы и Ш. Бабича была сформирована поэзия Шагаргази Габдиева. В своих произведениях Шагаргази Шагибалович призывает свой народ овладевать знаниями и всячески критикует невежество.
Центральной темой баита «Ҡарагайүҙәк бәйете» («Баит о Карагай-Узяке») являются исторические события, которые связаны с продажей и захватом башкирских вотчинных земель.
Стихотворение «Ирек алғас» («Свобода») было написано Габдиевым в честь провозглашения автономии Башкурдистана. В основе баитов «1914—1917 йылғы һуғыш бәйете» («Баит о войне 1914—1917 годов»), «Аслыҡ бәйете» («Баит о голоде»), «АРА бәйете» («Баит об АРА») и других лежат трагические события начала XX века — Первая мировая война, голод в Башкортостане, Гражданская война.
Произведениям о Великой Отечественной войне — «1941—1945 йылғы һуғыш бәйеттәре» («Баиты о войне 1941—1945 годов»), «Еңеү» («Победа»), «Туғандар ҡәберенә ҡарап» («У братской могилы») характерны глубокие патриотические мотивы. Некоторые произведения Габдиева и записанные от него варианты башкирских народных песен «Перовский», «Һары ла сәс» («Русоволосая»), «Сырдарья» и другие были включены в своды «Башҡорт халыҡ ижады» и «Башкирское народное творчество».
Шагаргази Габдиевым были собраны материалы по башкирскому фольклору и топонимике. Его рукописи хранятся в Научном архиве Уфимского научного центра РАН.